# گله‌دار (رود)
گله‌دار  نام یکی از رودخانه‌های آباده در استان فارس می‌باشد.

## جغرافیا
رود فصلی گله‌دار ۵۰ کیلومتر طول داشته و شیب متوسط آن ۶.۱ درصد است. مسیر این رود به سوی جنوب باختری بوده و از کوه‌های خطابان و چنارو در ۵۰ کیلومتری جنوب خاوری ده بید سرچشمه گرفته و به نام رود سرمیدان از دره شمالی کوه چنارو سرازیر می‌شود. پس از عبور از روستای فنجان به رود گله‌دار تغییر نام داده، از کنار روستایی به همین نام گذشته و در یک کیلومتری روستای گنجک به سیوند می‌ریزد.